# Mont-de-Galié
Mont-de-Galié (em occitano:  Mont de Galièr) é uma comuna francesa na região administrativa da Occitânia, no departamento do Alto Garona. Estende-se por uma área de 2.42 km², com 42 habitantes, segundo o censo de 2018, com uma densidade de 17 hab/km².